# Wurger van Lichtenmoor

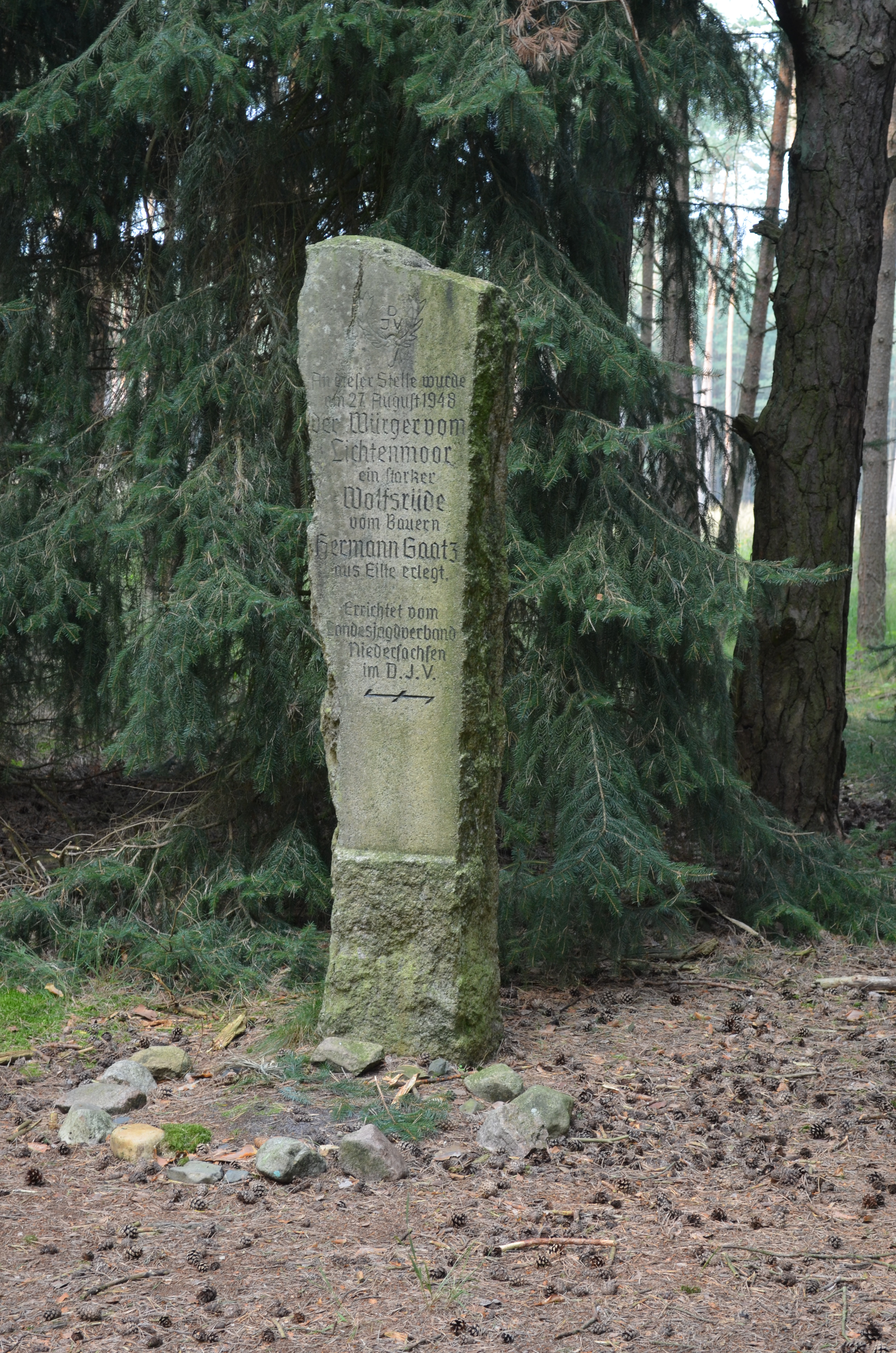
De wolfsteen vlak bij Ahlden. Op deze locatie werd een wolf doodgeschoten, die in verband werd gebracht met de gedode dieren.

Wurger van Lichtenmoor is de naam van een fenomeen uit Nedersaksen in de tijd na de Tweede Wereldoorlog (namelijk 1947/1948). Aanvankelijk werd gedacht dat de Würger vom Lichtenmoor een onbekend roofdier was dat vee doodde. Er werd beweerd dat het roofdier talloze huisdieren en wilde dieren heeft gedood, namelijk in het gebied Lichtenmoor, ten noordoosten van Nienburg/Weser in Nedersaksen, destijds in de Britse bezettingszone in Duitsland.
De zoektocht naar de "wurger" en de speculaties over welk dier het zou kunnen zijn, leidden tot een snelgroeiende belangstelling van de media in heel Duitsland. Grootschalige drijfjachten leverden echter niets op, waarna de belangstelling wegebde. Toen in augustus 1948 een wolf door een jager werd doodgeschoten, werd het verhaal nieuw leven ingeblazen.
Uit verslagen over het aantal gedode dieren, de verwondingen en ander bewijsmateriaal blijkt duidelijk dat het in de overgrote meerderheid van de gevallen om illegale slachting ging. Dit was in de naoorlogse periode niet ongebruikelijk, omdat er een tekort aan vlees was en voedsel gerantsoeneerd werd. Opvallend genoeg namen de aanvallen plotseling af na 21 juni 1948: op deze dag werd de Duitse munteenheid hervormd (introductie van de D-Mark). Na die hervorming werd het veel gemakkelijker om legaal aan voedsel te komen.

## Eerste berichten
Het jachtgebied dat aan de "wurger" werd toegewezen, besloeg een gebied van ongeveer 30 vierkante kilometer in de districten Neustadt, Fallingbostel en Nienburg, met het dunbevolkte Lichtenmoor als middelpunt. In de winter van 1947/48 werden daar talrijke wilde dieren gedood en werd er een "grote, grijze hond" gesignaleerd, die later in verband werd gebracht met de wolf. Toen de grazers in de lente naar buiten werden gedreven, vielen de eerste schapen en runderen ten prooi aan de onbekende "wurger".
Meerdere van de gedode runderen hadden hetzelfde ongebruikelijke patroon van verwondingen: De rechter achterpoot was opengereten, waardoor het dier doodbloedde. De randen van de wonden waren ongewoon glad, alsof ze met een mes waren gesneden in plaats van opengereten door roofdieren. Van sommige schapen was de vacht zelfs helemaal afgesneden in de wei, wat duidelijk wees op mensenhand.

## Hoogtepunt en hysterie
In mei 1948 begon een groter publiek zich bewust te worden van het toenemende verlies aan vee. Er vonden vruchteloze jachtpartijen plaats, waarvoor Duitse jagers, die in 1945 ontwapend waren, door het Britse militaire bestuur werden uitgerust met geweren. Op 15 juni vond in Nedersaksen de grootste drijfjacht ooit plaats, maar ook deze keer zonder succes. Er waren 1500 drijvers en 70 jagers bij betrokken, waaronder leden van het Britse leger.
Aanvankelijk werd aangenomen dat stropershonden de boosdoener waren. Al snel ontstond de theorie dat het om een wolf ging. Andere, meer exotische verdachten waren leeuwen, poema's en zelfs een weerwolf. Op veel plaatsen ontstond er angst onder de plattelandsbevolking, die door berichten in de media over de Wurger van Lichtenmoor nog werd aangewakkerd. In juli en augustus daalde het aantal gedode kuddedieren aanzienlijk, evenals het aantal geruchten en berichten over de "wurger".

## Wolf-theorie
Op 27 augustus 1948, toen het aantal aan de "wurger" toegeschreven doden onder dieren al sterk was gedaald, schoot de 61-jarige boer Hermann Gaatz uit Eilte vanuit een wildkansel in Schotenheide een wolf neer die op herten jaagde. De volgende dag vond hij het dier, een zes jaar oud mannetje, met een lengte van 1,70 meter, een schouderhoogte van 85 centimeter en een gewicht van 43 kilo.
Gaatz wilde de dode wolf laten opzetten en aan het Niedersächsisches Landesmuseum Hannover schenken. Twee vreemden deden zich echter voor als officiële vertegenwoordigers en namen het karkas mee naar een onbekende bestemming. Twee dagen later werd het op de parkeerplaats van het Anzeiger-Hochhaus in Hannover aangetroffen in de kofferbak van een verslaggever. Door het warme zomerweer was het karkas al zo vergaan dat het niet meer geprepareerd kon worden.
Een reconstructie van de wolvenkop, die gemaakt is van een gipsafgietsel, is te zien in het Niedersächsisches Landesmuseum Hannover. De Nedersaksische Jachtvereniging liet op de plek waar de wolf werd gedood een "wolfsteen" oprichten als gedenkteken.

## Huidige beoordeling

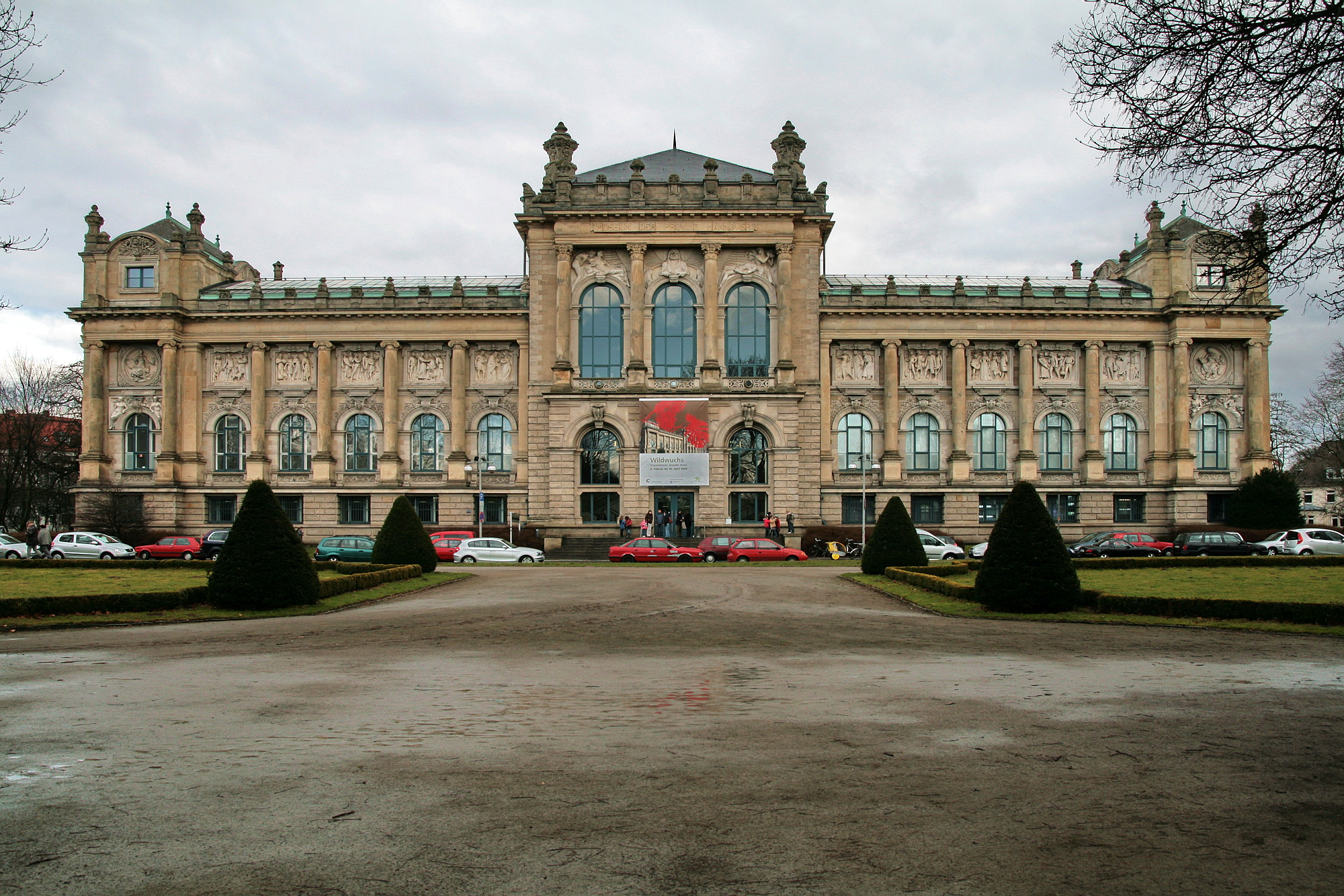
Niedersächsisches Landesmuseum in Hannover, de hoofdstad van de deelstaat

Christiane Schilling maakte in 2019 een tentoonstelling van het Landesmuseum in Hannover. Volgens haar was de wolvenhype destijds ontstaan door sensationele berichten in de media. In Duitsland was de wolf al rond 1850 uitgeroeid.
Tegenwoordig wordt een groot deel van de toenmalige dodingen van huisdieren en wilde dieren toegeschreven aan mensen. Zij wilden de door de Britse en Duitse autoriteiten opgelegde voedselcontroles omzeilen. Dit was mogelijk omdat de officieel door de "wurger" gedode dieren niet tot voedsel verwerkt mochten worden. Daarom vielen ze niet onder de desbetreffende controles. Zo kon het vlees illegaal gebruikt en op de zwarte markt verkocht worden. In die tijd werd vlees door de autoriteiten gerantsoeneerd: een inwoner mocht per maand slechts 100 gram vlees eten. Stroperij was moeilijk vanwege de beperkingen op het gebruik van wapens.
Dit vermoeden wordt niet alleen ondersteund door de wonden van de gedode dieren, maar ook door het aantal, dat voor één enkele wolf onrealistisch zou zijn: alleen al in de statistieken van de zomer van 1948 worden 58 stuks vee geregistreerd, tegen 65 stuks volgens andere bronnen. De hoogste aantallen werden in mei en juni geregistreerd. Daarnaast werden ongeveer honderd schapen en talloze wilde dieren gedood.
Op 21 juni 1948 werd in de westelijke bezettingszones van Duitsland de nieuwe D-Mark ingevoerd. Kort daarna begon de markteconomie weer te functioneren. Het aantal gedode dieren daalde snel.

## Kunst
Der Würger vom Lichtenmoor is een lokaal geschiedenisboek geschreven door Hans Stuhlmacher in 1949. Tegenwoordig wordt het boek vooral op scholen in Nedersaksen gelezen als non-fictieboek over de omgeving.

## Voetnoten
1. 1 2 3  Susanne Wiborg: Das Monster im Moor. Eine geheimnisvolle Jagdgeschichte aus den Hungerjahren der dunklen deutschen Nachkriegszeit. In: zeit.de, 27 December 2007, laatst gezien 4 januari 2024.
2. 1 2 3  Jochen Lambernd, Marc Hoffmann Der „Würger vom Lichtenmoor“ und das Ende einer Wolfs-Hysterie. In: ndr.de, 28 Augustus 2023, laatst gezien 4 januari 2024.